# حماتي قنبلة ذرية (فلم)
حماتي قنبلة ذرية هو فيلم مصري عرض عام 1952، بطولة تحية كاريوكا وإسماعيل ياسين وماري منيب، تأليف أبو السعود الإبياري وإخراج حلمي رفلة.

## قصة الفيلم
تدور أحداث الفيلم حول زوجان سعيدان، لكن أم الزوجة تعمل على إفساد العلاقة بين الزوجين، وبالفعل نجحت في إفساد العلاقة وحدث الطلاق برغم حب الزوجين لبعض، وأيضًا نجحت في تزويج ابنتها مرة أخرى من شخص ثري.

## طاقم التمثيل
- تحية كاريوكا: (بطة)
- إسماعيل ياسين: (زاهر)
- ماري منيب: (أم بطة)
- عبد الفتاح القصري: (المعلم حسونة)
- عزيزة حلمي: (سهير هانم)
- وداد حمدي: (بسكوتة)
- محمد الجنيدي: (مدبولي)
- شادية: (حلاوة)
- جمال فارس: (كريز)
- عبد الحميد زكي
- نبوية مصطفى: (راقصة)
- عبد المنعم إسماعيل: (الشاويش)
- عبد المنعم بسيوني: (مقدم البروجرام)
- عباس الدالي: (المأذون)

## فريق العمل
- إخراج: حلمي رفلة
- تأليف: أبو السعود الإبياري
- مدير التصوير: برونو سالفي
- مونتاج: إحسان فرغل
- إنتاج: أفلام القاهرة
- توزيع: أفلام القاهرة
- تأليف الأغاني: فتحي قورة

## روابط خارجية
- مقالات تستعمل روابط فنية بلا صلة مع ويكي بيانات